# Pokrajina Pisa
Pokrajina Pisa (v italijanskem izvirniku Provincia di Pisa, izg. Provinča di Piza) je ena od desetih pokrajin, ki sestavljajo italijansko deželo Toskana. Meji na severu s pokrajino Lucca, na vzhodu z metropolitanskim mestom Firence in s pokrajino Siena, na jugu s pokrajino Grosseto in na zahodu s pokrajino Livorno in z Ligurskim morjem.

## Večje občine
Glavno mesto je Pisa, ostale večje občine so (podatki 31.12.2005):
| Mesto              | Prebivalcev |
| ------------------ | ----------- |
| Pisa               | 88.363      |
| Cascina            | 42.000      |
| San Giuliano Terme | 30.757      |
| San Miniato        | 27.067      |
| Pontedera          | 26.842      |

## Naravne zanimivosti
Eno od najbolj znanih področij pokrajine je Hudičeva dolina (Valle del diavolo), ki se tako imenuje zaradi boraksovih plinov, ki prihajajo na dan v obliki soffionov. To so oblike vulkanskega delovanja, pri katerih se iz magmatske celice (ognjeniškega kotla) sprostijo razni plini in bruhnejo na površino v visokih stebrih vodne pare. Zmes plinov in pare doseže do 230 °C in do 20 atmosfer pritiska. Leta 1905 je bila tukaj prvič v zgodovini uporabljena geotermična energija za proizvodnjo elektrike. Površinske naprave so bile izpopolnjene med letoma 1931 in 1937, danes pa se energija pridobiva z direktno preusmeritvijo vodne pare iz podzemlja na turbine.
Seznam zaščitenih področij v pokrajini:
- Krajinski park MiglIarino, San Rossore e Massaciuccoli (Parco naturale di MiglIarino, San Rossore e Massaciuccoli)
- Naravni rezervat Caselli (Riserva naturale Caselli)
- Naravni rezervat Montefalcone (Riserva naturale Montefalcone)
- Naravni rezervat Poggio Adorno (Riserva naturale Poggio Adorno)
- Naravni rezervat Monterufoli - Caselli (Riserva naturale di Monterufoli - Caselli)
- Naravni rezervat Foresta di Berignone (Riserva naturale Foresta di Berignone)
- Naravni rezervat Montenero (Riserva naturale Montenero)
- Naravni rezervat Lago di Santa Luce (Riserva naturale provinciale Lago di Santa Luce)

## Zgodovinske zanimivosti
Današnja pokrajina zavzema približno isto ozemlje, ki je bilo v srednjem veku last pizanske pomorske republike. To je bila ena od petih najpomembnejših pomorskih sil Sredozemlja med enajstim in trinajstim stoletjem, skupaj z Genovsko republiko, mestom Amalfi, Beneško republiko in Dubrovniško republiko. Za razliko od ostalih se je Piza sicer aktivno udejstvovala za osvojitev novih ozemelj, posebno v prvih časih, a to ni bil njen najvažnejši cilj. Veliko bolj se je mestna uprava trudila za utrjevanje trgovskih stikov. Tako je sprva sodelovala z Genovsko republiko pri zasedbi Korzike, Sardinije in Balearskih otokov, a pozneje je samo ustanavljala kolonije na afriških in azijskih obalah. Posebno slednje, na primer Antiohija, Tir in Jafa, so bile zelo velike in so segale globoko v notranjost. Zanimivo pa je, da je bil trgovski vpliv Pise najbolj občuten na področjih, kjer država ni imela kolonij, to je v vsem Egejskem morju in vse do Črnega morja vključno z Bizancem in njegovim širšim zaledjem; tudi Sicilija in ves Apeninski polotok južno od Rima je bil izključno pizanski trg. V tem smislu je bila Piza edina dosledna pomorska republika, kar je pa seveda privedlo do njenega političnega zatona.